# Александрово (Сейненський повіт)
Александрово (пол. Aleksandrowo) — село в Польщі, у гміні Краснополь Сейненського повіту Підляського воєводства.
Населення — 97 осіб (2011).
У 1975-1998 роках село належало до Сувальського воєводства.

## Демографія
Демографічна структура станом на 31 березня 2011 року:
|          | Загалом | Допрацездатний вік | Працездатний вік | Постпрацездатний вік |
| -------- | ------- | ------------------ | ---------------- | -------------------- |
| Чоловіки | 58      | 13                 | 37               | 8                    |
| Жінки    | 39      | 5                  | 23               | 11                   |
| Разом    | 97      | 18                 | 60               | 19                   |